# Пермикин, Григорий Маркианович
Григорий Маркианович Пермикин (4 [16] апреля 1813, Екатеринбург, Пермская губерния — 5 [17] июня 1879, Москва) ― русский золотопромышленник, путешественник и геолог, первооткрыватель байкальского лазурита, саянского нефрита.

## Биография
Родился 4 апреля 1813 года в Екатеринбурге в семье мастерового Екатеринбургской гранильной фабрики.
С 16 лет работал мастеровым на Екатеринбургской гранильной фабрике в 1829―1835 годах.
Сенатор И. Г. Сенявин, ревизовавший фабрику, определил его в Санкт-Петербургский практический технологический институт, где он учился в 1835―1839 годах.
В 1839 году, закончив институт, был отправлен чиновником особых поручений Петергофской гранильной фабрики. Поручения были связаны с поисками и добычей драгоценных и цветных камней, и первая длительная командировка состоялась в киргизские степи (территория нынешнего Казахстана) и в Сибирь.
В 1845 году назначен смотрителем Горнощитского мраморного завода.
В 1850 году командирован в Восточную Сибирь на поиски поделочного камня для флорентийской мозаики, открыл месторождения нефрита в Восточном Саяне и лазурита в Прибайкалье в 1851—1852 годах, организовал добычу нефрита и лазурита для Петергофской гранильной фабрики. Состоял в Министерстве императорского двора с причислением к Департаменту уделов, в 1854 году принимал участие в первом Амурском сплаве Н. Н. Муравьева. В 1865 году вышел в отставку.
Организовав компанию «Пермикин и Ко», разрабатывал прииски россыпного золото в Баргузинском, Верхнеудинском, Олекминском округах. Имел доходные дома в столице России. В 1873 году купил в кредит у Демидовых Ревдинско-Рождественнские заводы, но сделка оказалась неудачной. Заводы принесли убытки. Пермикин, распродав с торгов имущество для покрытия долгов, уехал в Иркутск, чтобы начинать разработку золотых приисков на реках Олекме и Ваче, но по прибытии заболел и, проболев год, был вынужден вернуться в Санкт-Петербург.
Умер 5 июня 1879 года в Москве. Похоронен в Красном Селе на кладбище Алексеевского женского монастыря.

## Семья
Жена — Анна Федоровна Пермикина (умерла 21.09.1877).
- Дочь — Мария Григорьевна Пермикина (1845―1923).

## Память
Его именем был назван один из первых казачьих постов на левом берегу Амура (ныне поселок Перемыкино Магдагачинского района Амурской области).
Образ Пермикина послужил основой повести советского писателя А. Вересова «Маркьяныч».

## Публикации
- Пермикин Г. М. Путевой журнал плавания по реке Амуру от Усть-Стрелочного караула до впадения её в Татарский пролив: (В 1854 г.) / Чл.-сотр. Сиб. отд. Рус. геогр. о-ва Пермикина. — [Спб.: Б. и., 1856]. — 79 с., 5 л. ил., карт.
- Оттиск из «Зап. Сиб. отд. Рус. геогр. о-ва». 1856, кн. 2. — С. 78-79: О надписи на каменном памятнике, находящемся на берегу реки Амура, недалеко от впадения её в море / Арх. Аввакум, чл.-с.